# Nottingham Open 1998 - Qualificazioni singolare
Le qualificazioni del singolare  del Nottingham Open 1998 sono state un torneo di tennis preliminare per accedere alla fase finale della manifestazione. I vincitori dell'ultimo turno sono entrati di diritto nel tabellone principale. In caso di ritiro di uno o più giocatori aventi diritto a questi sono subentrati i lucky loser, ossia i giocatori che hanno perso nell'ultimo turno ma che avevano una classifica più alta rispetto agli altri partecipanti che avevano comunque perso nel turno finale.
Le qualificazioni del torneo Nottingham Open 1998 prevedevano 32 partecipanti di cui 4 sono entrati nel tabellone principale.

## Teste di serie
1. Daniel Nestor (Qualificato)
2. Justin Gimelstob (Qualificato)
3. André Sá (primo turno)
4. Mark Petchey (secondo turno)

1. Rogier Wassen (primo turno)
2. George Bastl (Qualificato)
3. Danny Sapsford (primo turno)
4. Marco Osorio (primo turno)

## Qualificati
1. Daniel Nestor
2. Justin Gimelstob

1. Barry Cowan
2. George Bastl

## Tabellone

### Legenda
| - Q = Qualificato - WC = Wild card - LL = Lucky loser | - ALT = Alternate - SE = Special Exempt - PR = Protected Ranking | - w/o = Walkover - r = Ritirato - d = Squalificato |

### Sezione 1
|  | Primo turno    | Primo turno    | Primo turno    | Primo turno | Primo turno |  |  | Secondo turno | Secondo turno  | Secondo turno | Secondo turno | Secondo turno |   |   | Ultimo turno | Ultimo turno  | Ultimo turno  | Ultimo turno | Ultimo turno |  |
|  |                |                |                |             |             |  |  |               |                |               |               |               |   |   |              |               |               |              |              |  |
|  | 1              | Daniel Nestor  | Daniel Nestor  | 6           | 6           |  |  |               |                |               |               |               |   |   |              |               |               |              |              |  |
|  |                | Jim Thomas     | Jim Thomas     | 3           | 4           |  |  | 1             | Daniel Nestor  | 6             | 7             | 6             |   |   |              |               |               |              |              |  |
|  | Vaughan Snyman | Vaughan Snyman | Vaughan Snyman | 7           | 7           |  |  |               | Vaughan Snyman | 7             | 6             | 2             |   |   |              |               |               |              |              |  |
|  | Jeremy Sutter  | Jeremy Sutter  | Jeremy Sutter  | 5           | 6           |  |  |               |                |               |               |               |   |   | 1            | Daniel Nestor | Daniel Nestor | 7            | 6            |  |
|  | Fredrik Loven  | Fredrik Loven  | Fredrik Loven  | 6           | 6           |  |  |               |                |               | Justin Bower  | Justin Bower  | 6 | 3 |              |               |               |              |              |  |
|  | Ben Haran      | Ben Haran      | Ben Haran      | 4           | 4           |  |  | Fredrik Loven | Fredrik Loven  | 6             | 6             | 4             |   |   |              |               |               |              |              |  |
|  |                | Justin Bower   | Justin Bower   | 7           | 6           |  |  | Justin Bower  | Justin Bower   | 1             | 7             | 6             |   |   |              |               |               |              |              |  |
|  | 7              | Danny Sapsford | Danny Sapsford | 5           | 3           |  |  |               |                |               |               |               |   |   |              |               |               |              |              |  |

### Sezione 2
|  | Primo turno   | Primo turno      | Primo turno      | Primo turno | Primo turno |  |  | Secondo turno   | Secondo turno    | Secondo turno | Secondo turno | Secondo turno |   |   | Ultimo turno | Ultimo turno     | Ultimo turno     | Ultimo turno | Ultimo turno |  |
|  |               |                  |                  |             |             |  |  |                 |                  |               |               |               |   |   |              |                  |                  |              |              |  |
|  | 2             | Justin Gimelstob | Justin Gimelstob | 7           | 6           |  |  |                 |                  |               |               |               |   |   |              |                  |                  |              |              |  |
|  |               | Nick Gould       | Nick Gould       | 6           | 2           |  |  | 2               | Justin Gimelstob | 2             | 6             | 6             |   |   |              |                  |                  |              |              |  |
|  | Jamie Delgado | Jamie Delgado    | 6                | 4           | 7           |  |  |                 | Jamie Delgado    | 6             | 2             | 4             |   |   |              |                  |                  |              |              |  |
|  | Ofer Sela     | Ofer Sela        | 3                | 6           | 5           |  |  |                 |                  |               |               |               |   |   | 2            | Justin Gimelstob | Justin Gimelstob | 6            | 6            |  |
|  | Chris Haggard | Chris Haggard    | Chris Haggard    | 6           | 6           |  |  |                 |                  |               | Chris Haggard | Chris Haggard | 4 | 4 |              |                  |                  |              |              |  |
|  | Robert Bailey | Robert Bailey    | Robert Bailey    | 1           | 3           |  |  | Chris Haggard   | Chris Haggard    | 7             | 4             | 7             |   |   |              |                  |                  |              |              |  |
|  |               | Mariano Sánchez  | Mariano Sánchez  | 6           | 6           |  |  | Mariano Sánchez | Mariano Sánchez  | 6             | 6             | 6             |   |   |              |                  |                  |              |              |  |
|  | 8             | Marco Osorio     | Marco Osorio     | 3           | 3           |  |  |                 |                  |               |               |               |   |   |              |                  |                  |              |              |  |

### Sezione 3
|  | Primo turno             | Primo turno             | Primo turno             | Primo turno | Primo turno |  |  | Secondo turno   | Secondo turno   | Secondo turno   | Secondo turno | Secondo turno |   |   | Ultimo turno  | Ultimo turno  | Ultimo turno | Ultimo turno | Ultimo turno |  |
|  |                         |                         |                         |             |             |  |  |                 |                 |                 |               |               |   |   |               |               |              |              |              |  |
|  |                         | Arvind Parmar           | 6                       | 6           | 6           |  |  |                 |                 |                 |               |               |   |   |               |               |              |              |              |  |
|  | 3                       | André Sá                | 4                       | 7           | 2           |  |  | Arvind Parmar   | Arvind Parmar   | Arvind Parmar   | 6             | 6             |   |   |               |               |              |              |              |  |
|  | Simon Pender            | Simon Pender            | Simon Pender            | 6           | 6           |  |  | Simon Pender    | Simon Pender    | Simon Pender    | 2             | 4             |   |   |               |               |              |              |              |  |
|  | Justin Layne            | Justin Layne            | Justin Layne            | 4           | 1           |  |  |                 |                 |                 |               |               |   |   | Arvind Parmar | Arvind Parmar | 6            | 4            | 3            |  |
|  | Oliver Freelove         | Oliver Freelove         | Oliver Freelove         | 7           | 6           |  |  |                 |                 | Barry Cowan     | Barry Cowan   | 3             | 6 | 6 |               |               |              |              |              |  |
|  | Rogelio Guerrero-Garcia | Rogelio Guerrero-Garcia | Rogelio Guerrero-Garcia | 6           | 4           |  |  | Oliver Freelove | Oliver Freelove | Oliver Freelove | 4             | 2             |   |   |               |               |              |              |              |  |
|  |                         | Barry Cowan             | 6                       | 3           | 6           |  |  | Barry Cowan     | Barry Cowan     | Barry Cowan     | 6             | 6             |   |   |               |               |              |              |              |  |
|  | 5                       | Rogier Wassen           | 3                       | 6           | 4           |  |  |                 |                 |                 |               |               |   |   |               |               |              |              |              |  |

### Sezione 4
|  | Primo turno   | Primo turno    | Primo turno    | Primo turno | Primo turno |  |  | Secondo turno | Secondo turno | Secondo turno | Secondo turno | Secondo turno |   |   | Ultimo turno | Ultimo turno | Ultimo turno | Ultimo turno | Ultimo turno |  |
|  |               |                |                |             |             |  |  |               |               |               |               |               |   |   |              |              |              |              |              |  |
|  | 4             | Mark Petchey   | Mark Petchey   | 6           | 6           |  |  |               |               |               |               |               |   |   |              |              |              |              |              |  |
|  |               | Miles Maclagan | Miles Maclagan | 4           | 4           |  |  | 4             | Mark Petchey  | Mark Petchey  | 4             | 3             |   |   |              |              |              |              |              |  |
|  | Piet Norval   | Piet Norval    | Piet Norval    | 6           | 6           |  |  |               | Piet Norval   | Piet Norval   | 6             | 6             |   |   |              |              |              |              |              |  |
|  | Paul Hanley   | Paul Hanley    | Paul Hanley    | 2           | 2           |  |  |               |               |               |               |               |   |   |              | Piet Norval  | 7            | 4            | 5            |  |
|  | Daniel Lobb   | Daniel Lobb    | 4              | 6           | 7           |  |  |               |               | 6             | George Bastl  | 5             | 6 | 7 |              |              |              |              |              |  |
|  | Mark Merklein | Mark Merklein  | 6              | 3           | 6           |  |  |               | Daniel Lobb   | Daniel Lobb   | 3             | 2             |   |   |              |              |              |              |              |  |
|  | 6             | George Bastl   | George Bastl   | 6           | 6           |  |  | 6             | George Bastl  | George Bastl  | 6             | 6             |   |   |              |              |              |              |              |  |
|  |               | Tom Spinks     | Tom Spinks     | 3           | 4           |  |  |               |               |               |               |               |   |   |              |              |              |              |              |  |